# Appenzell (kanton)
Het kanton Appenzell was vroeger een kanton binnen het Zwitsers Eedgenootschap. Het werd in 1597 in de beide halfkantons Appenzell Innerrhoden en Appenzell Ausserrhoden opgedeeld.
De naam Appenzell (latijn: abbatis cella) komt van het Duitse Zelle des Abtes. Dit komt weer van de abdij van Sankt Gallen, die toentertijd een grote invloed op het gebied had. In 1411 verbond Appenzell zich met het Zwitsers Eedgenootschap na de dood van prins-abt Kuno van Stoffeln. Later werd Appenzell volwaardig lid in 1513. De conflicten binnen de kantongrenzen na de Reformatie hebben geleid tot het opsplitsen van het kanton in het rooms-katholieke Innerrhoden en het protestantse Ausserrhoden.
De naam "Kanton Appenzell" bleef bestaan om beide delen aan te duiden, maar is nu niet meer in gebruik. Tegenwoordig spreekt met van "de beide Appenzells" (politiek) of het "Appenzellerland" (geografisch), indien beide halfkantons worden bedoeld.